# شارل مانژن
شارل امانوئل ماری مانژن (۶ ژوئیه ۱۸۶۶ - ۱۲ می ۱۹۲۵) ژنرال ارتش فرانسه در طول جنگ جهانی یکم بود.